# Niinisaari (ö i Norra Savolax, Kuopio, lat 63,02, long 28,00)
Niinisaari är en ö i Finland. Den ligger i sjön Juurusvesi och Akonvesi och i kommunen Kuopio i den ekonomiska regionen  Kuopio ekonomiska region  och landskapet Norra Savolax, i den centrala delen av landet, 400 km nordost om huvudstaden Helsingfors. Öns area är 5,8 hektar och dess största längd är 380 meter i sydöst-nordvästlig riktning.